# Тувалу на Олімпійських іграх
Тувалу брала участь у літніх Олімпійських іграх тричі у 2008, 2012 та 2016 роках на Іграх в Пекіні, Лондоні та Ріо-де-Жанейро. На двох олімпіадах країну представляли по 2 чоловіки та по 1 жінці, що брали участь у змаганнях з легкої (по 2 спортсмени) та важкої (по 1 спортсмену) атлетики, на останній олімпіаді лише один чоловік у легкій атлетиці.
У зимових Олімпійських іграх спортсмени Тувалу участі не брали. Тувалу ніколи не завойовувала олімпійських медалей.
Національний олімпійський комітет Тувалу було створено у 2004 році та визнаний МОК 2007 року.

## Кількість учасників на літніх Олімпійських іграх
| Вид спорту         | 2008  | 2012  | 2016 | Всього |
| ------------------ | ----- | ----- | ---- | ------ |
| Важка атлетика     | 1     | 1     |      | 2      |
| Легка атлетика     | 2 (1) | 2 (1) | 1    | 5 (2)  |
| Всього спортсменів | 3 (1) | 3 (1) | 1    | 7 (2)  |